# Cuarto oscuro (sexualidad)
Se denomina cuarto oscuro a ciertas salas de algunos locales públicos (discotecas, saunas o bares, especialmente los destinados a un público gay) en las que, con una iluminación muy baja o nula, los clientes mantienen encuentros sexuales de forma anónima con desconocidos. Esta acepción no está recogida en el Diccionario de la Real Academia Española, pero su uso es muy frecuente y aparece registrada en textos sanitarios oficiales, obras lexicográficas, literarias, o periodísticas.

## Origen
En el siglo XVIII se tiene noticia de la existencia en Londres de lugares de encuentros para homosexuales (conocidos como molly houses) con habitaciones para encuentros sexuales que podrían considerarse como precedentes de los bares gais. 
Los primeros cuartos oscuros (darkrooms o backrooms en inglés) aparecieron en Estados Unidos en los años 60, en locales, sobre todo bares, destinados a un público homosexual. Fue una de las manifestaciones de la llamada revolución sexual. La condena religiosa y social a las relaciones homosexuales explica la aparición de estos lugares donde se conseguían encuentros eróticos rápidos y generalmente anónimos en un ambiente que favorecía la desinhibición. Para algunos autores, el cuarto oscuro representa una suerte de recuperación moderna de las orgías de la Antigüedad, en las que el sexo dejaba de ser algo íntimo y se convertía en una manifestación colectiva. La aparición del sida y su transformación en una pandemia afectó notablemente a esta clase de prácticas, sobre todo en EE. UU.

## España
Fue especialmente famoso el cuarto oscuro de la discoteca Martin's de Barcelona, que Guasch y Vélez-Pelligrin (2008) califican de gran laboratorio de la experimentación sexual. En Madrid, el cuarto oscuro del bar Strong estaba considerado uno de los mayores de Europa.
Durante el brote de la viruela del mono del año 2022, se identificó como foco de la infección en Madrid al cuarto oscuro del sauna Paraíso.